# Dorton
Dorton è un paese di 163 abitanti della contea del Buckinghamshire, in Inghilterra.